# Élections législatives de 1973 dans la Haute-Garonne
Les élections législatives françaises de 1973 se déroulent les 4 et 11 mars 1973. Dans le département de la Haute-Garonne, six députés sont à élire dans le cadre de six circonscriptions.

## Élus
| Circonscription | Député sortant                             | Parti | Parti | Député élu ou réélu | Parti | Parti |
| --------------- | ------------------------------------------ | ----- | ----- | ------------------- | ----- | ----- |
| 1re             | Alexandre Sanguinetti                      |       | UDR   | Alain Savary        |       | PS    |
| 2e              | Pierre Baudis                              |       | RI    | Pierre Baudis       |       | RI    |
| 3e              | Jacques Moron                              |       | UDR   | Maurice Andrieu     |       | PS    |
| 4e              | Jean Dardé                                 |       | PS    | Alex Raymond        |       | PS    |
| 5e              | Jacques Douzans                            |       | CDP   | Gérard Houteer      |       | PS    |
| 6e              | François Gabas suppléant d'Hippolyte Ducos |       | MRG   | Jean Lassère        |       | PS    |

## Résultats

### Résultats à l'échelle du département
| Parti                 | Parti                                   | Premier tour | Premier tour | Second tour | Second tour | Sièges |
| Parti                 | Parti                                   | Voix         | %            | Voix        | %           | Sièges |
| --------------------- | --------------------------------------- | ------------ | ------------ | ----------- | ----------- | ------ |
|                       | Parti socialiste                        | 104 106      | 31,06        | 189 488     | 55,11       | 5      |
|                       | Parti communiste français               | 58 970       | 17,59        | Retrait     | Retrait     | 0      |
|                       | Parti socialiste unifié                 | 5 029        | 1,50         |             |             | 0      |
|                       | Union de la gauche                      | 168 105      | 50,15        | 189 488     | 55,11       | 5      |
|                       |                                         |              |              |             |             |        |
|                       | Centre démocratie et progrès            | 45 184       | 13,48        | 57 508      | 16,72       | 0      |
|                       | Républicains indépendants               | 36 834       | 10,99        | 45 797      | 13,32       | 1      |
|                       | Union des démocrates pour la République | 33 952       | 10,13        | 51 060      | 14,85       | 0      |
|                       | Divers droite                           | 10 687       | 3,19         |             |             | 0      |
|                       | Union des républicains de progrès       | 126 657      | 37,79        | 154 365     | 44,89       | 1      |
|                       |                                         |              |              |             |             |        |
|                       | Mouvement réformateur                   | 25 233       | 7,53         |             |             | 0      |
|                       | Extrême gauche                          | 8 305        | 2,48         | 0           |             |        |
|                       | Extrême droite                          | 4 551        | 1,36         | 0           |             |        |
|                       | Gaullistes d'opposition                 | 1 880        | 0,56         | 0           |             |        |
|                       | Régionaliste                            | 473          | 0,14         | 0           |             |        |
|                       |                                         |              |              |             |             |        |
| Inscrits              | Inscrits                                | 424 687      | 100,00       | 424 639     | 100,00      | 6      |
| Abstentions           | Abstentions                             | 80 997       | 19,07        | 71 378      | 16,81       |        |
| Votants               | Votants                                 | 343 690      | 80,93        | 353 261     | 83,19       |        |
| Blancs et nuls        | Blancs et nuls                          | 8 486        | 2,47         | 9 408       | 2,66        |        |
| Exprimés              | Exprimés                                | 335 204      | 97,53        | 343 853     | 97,34       |        |
| Source : Data.gouv.fr |                                         |              |              |             |             |        |

### Résultats par circonscription

#### Première circonscription (Toulouse-Nord)
| Candidat       | Candidat                      | Parti          | Premier tour | Premier tour | Second tour | Second tour |  |
| Candidat       | Candidat                      | Parti          | Voix         | %            | Voix        | %           |  |
| -------------- | ----------------------------- | -------------- | ------------ | ------------ | ----------- | ----------- |  |
|                | Alexandre Sanguinetti sortant | UDR (URP)      | 16 356       | 35,82        | 21 896      | 46,59       |  |
|                | Alain Savary élu              | PS (UGSD)      | 12 224       | 26,77        | 25 100      | 53,41       |  |
|                | René Piquet                   | PCF            | 8 260        | 18,09        | Retrait     | Retrait     |  |
|                | Jacques Merly                 | CR (MR)        | 3 256        | 7,13         |             |             |  |
|                | Achille Auban                 | PSU            | 1 735        | 3,8          |             |             |  |
|                | Jean Maubec                   | Divers droite  | 1 694        | 3,71         |             |             |  |
|                | Daniel Bensaïd                | LCR            | 859          | 1,88         |             |             |  |
|                | Raymond Blanc                 | FN             | 696          | 1,52         |             |             |  |
|                | Joseph Bozzi                  | Divers droite  | 577          | 1,26         |             |             |  |
|                |                               |                |              |              |             |             |  |
| Inscrits       | Inscrits                      | Inscrits       | 58 273       | 100,00       | 58 273      | 100,00      |  |
| Abstentions    | Abstentions                   | Abstentions    | 11 346       | 19,47        | 9 729       | 16,7        |  |
| Votants        | Votants                       | Votants        | 46 927       | 80,53        | 48 544      | 83,3        |  |
| Blancs et nuls | Blancs et nuls                | Blancs et nuls | 1 270        | 2,71         | 1 548       | 3,19        |  |
| Exprimés       | Exprimés                      | Exprimés       | 45 657       | 97,29        | 46 996      | 96,81       |  |

#### Deuxième circonscription (Toulouse-Centre)
| Candidat       | Candidat                    | Parti          | Premier tour | Premier tour | Second tour | Second tour |  |
| Candidat       | Candidat                    | Parti          | Voix         | %            | Voix        | %           |  |
| -------------- | --------------------------- | -------------- | ------------ | ------------ | ----------- | ----------- |  |
|                | Pierre Baudis sortant réélu | RI (URP)       | 21 880       | 41,45        | 27 702      | 50,89       |  |
|                | Henri Michel                | PS (UGSD)      | 13 260       | 25,12        | 26 733      | 49,11       |  |
|                | Claude Llabres              | PCF            | 9 186        | 17,4         | Retrait     | Retrait     |  |
|                | Marcel Dumaine              | Rad (MR)       | 4 382        | 8,3          |             |             |  |
|                | Pierre Bernat               | Extrême droite | 1 487        | 2,82         |             |             |  |
|                | Michel Pujol                | LCR            | 1 404        | 2,66         |             |             |  |
|                | Roger Gos                   | Divers droite  | 655          | 1,24         |             |             |  |
|                | Michel Éliard               | OCT            | 538          | 1,02         |             |             |  |
|                |                             |                |              |              |             |             |  |
| Inscrits       | Inscrits                    | Inscrits       | 68 231       | 100,00       | 68 229      | 100,00      |  |
| Abstentions    | Abstentions                 | Abstentions    | 14 125       | 20,7         | 12 445      | 18,24       |  |
| Votants        | Votants                     | Votants        | 54 106       | 79,3         | 55 784      | 81,76       |  |
| Blancs et nuls | Blancs et nuls              | Blancs et nuls | 1 314        | 2,43         | 1 349       | 2,42        |  |
| Exprimés       | Exprimés                    | Exprimés       | 52 792       | 97,57        | 54 435      | 97,58       |  |

#### Troisième circonscription (Toulouse-Sud)
| Candidat       | Candidat              | Parti          | Premier tour | Premier tour | Second tour | Second tour |  |
| Candidat       | Candidat              | Parti          | Voix         | %            | Voix        | %           |  |
| -------------- | --------------------- | -------------- | ------------ | ------------ | ----------- | ----------- |  |
|                | Jacques Moron sortant | UDR (URP)      | 17 596       | 29,63        | 29 164      | 47,96       |  |
|                | Maurice Andrieu élu   | PS (UGSD)      | 13 859       | 23,34        | 31 645      | 52,04       |  |
|                | Jean Llante           | PCF            | 10 754       | 18,11        | Retrait     | Retrait     |  |
|                | Jean Escat            | MR             | 6 518        | 10,98        |             |             |  |
|                | Raphaël Gaillardo     | CNIP           | 2 416        | 4,07         |             |             |  |
|                | Alain Béneteau        | PSU            | 2 393        | 4,03         |             |             |  |
|                | Jean Dessaut          | Extrême droite | 2 368        | 3,99         |             |             |  |
|                | J.M. Nappez           | Divers droite  | 1 201        | 2,02         |             |             |  |
|                | Robert Jaussely       | LO             | 1 043        | 1,76         |             |             |  |
|                | Jean-Michel Rocard    | CDP            | 760          | 1,28         |             |             |  |
|                | Jean Bonnafous        | Régionaliste   | 473          | 0,8          |             |             |  |
|                |                       |                |              |              |             |             |  |
| Inscrits       | Inscrits              | Inscrits       | 76 258       | 100,00       | 76 253      | 100,00      |  |
| Abstentions    | Abstentions           | Abstentions    | 15 377       | 20,16        | 13 352      | 17,51       |  |
| Votants        | Votants               | Votants        | 60 881       | 79,84        | 62 901      | 82,49       |  |
| Blancs et nuls | Blancs et nuls        | Blancs et nuls | 1 500        | 2,46         | 2 092       | 3,33        |  |
| Exprimés       | Exprimés              | Exprimés       | 59 381       | 97,54        | 60 809      | 96,67       |  |

#### Quatrième circonscription (Toulouse-Ouest)
| Candidat       | Candidat         | Parti          | Premier tour | Premier tour | Second tour | Second tour |  |
| Candidat       | Candidat         | Parti          | Voix         | %            | Voix        | %           |  |
| -------------- | ---------------- | -------------- | ------------ | ------------ | ----------- | ----------- |  |
|                | Alex Raymond élu | PS (UGSD)      | 27 197       | 38,65        | 44 807      | 63,27       |  |
|                | Michel Valdiguié | CDP (URP)      | 18 551       | 26,36        | 26 011      | 36,73       |  |
|                | Pierre Segouffin | PCF            | 14 451       | 20,54        | Retrait     | Retrait     |  |
|                | Marius Soler     | CD (MR)        | 4 698        | 6,68         |             |             |  |
|                | Robert Roig      | LO             | 2 085        | 2,96         |             |             |  |
|                | René Segond      | Divers (GO)    | 1 880        | 2,67         |             |             |  |
|                | E.G Combaud      | Divers droite  | 1 502        | 2,13         |             |             |  |
|                |                  |                |              |              |             |             |  |
| Inscrits       | Inscrits         | Inscrits       | 87 793       | 100,00       | 87 792      | 100,00      |  |
| Abstentions    | Abstentions      | Abstentions    | 15 611       | 17,78        | 14 867      | 16,93       |  |
| Votants        | Votants          | Votants        | 72 182       | 82,22        | 72 925      | 83,07       |  |
| Blancs et nuls | Blancs et nuls   | Blancs et nuls | 1 818        | 2,52         | 2 107       | 2,89        |  |
| Exprimés       | Exprimés         | Exprimés       | 70 364       | 97,48        | 70 818      | 97,11       |  |

#### Cinquième circonscription (Muret)
| Candidat       | Candidat                | Parti          | Premier tour | Premier tour | Second tour | Second tour |  |
| Candidat       | Candidat                | Parti          | Voix         | %            | Voix        | %           |  |
| -------------- | ----------------------- | -------------- | ------------ | ------------ | ----------- | ----------- |  |
|                | Jacques Douzans sortant | CDP (URP)      | 25 873       | 41,67        | 31 497      | 48,96       |  |
|                | Gérard Houteer élu      | PS (UGSD)      | 18 453       | 29,72        | 32 833      | 51,04       |  |
|                | Jacques Agrain          | PCF            | 10 461       | 16,85        | Retrait     | Retrait     |  |
|                | Fernand Manaira         | MR             | 2 938        | 4,73         |             |             |  |
|                | Franck Iannarelli       | Divers droite  | 2 642        | 4,26         |             |             |  |
|                | Alain Quémerais         | LO             | 1 716        | 2,76         |             |             |  |
|                |                         |                |              |              |             |             |  |
| Inscrits       | Inscrits                | Inscrits       | 76 070       | 100,00       | 76 069      | 100,00      |  |
| Abstentions    | Abstentions             | Abstentions    | 12 280       | 16,14        | 10 363      | 13,62       |  |
| Votants        | Votants                 | Votants        | 63 790       | 83,86        | 65 706      | 86,38       |  |
| Blancs et nuls | Blancs et nuls          | Blancs et nuls | 1 707        | 2,68         | 1 376       | 2,09        |  |
| Exprimés       | Exprimés                | Exprimés       | 62 083       | 97,32        | 64 330      | 97,91       |  |

#### Sixième circonscription (Saint-Gaudens)
| Candidat       | Candidat             | Parti          | Premier tour | Premier tour | Second tour | Second tour |  |
| Candidat       | Candidat             | Parti          | Voix         | %            | Voix        | %           |  |
| -------------- | -------------------- | -------------- | ------------ | ------------ | ----------- | ----------- |  |
|                | Jean Lassère élu     | PS (UGSD)      | 19 113       | 42,54        | 28 370      | 61,06       |  |
|                | Hugues-Vincent Barbe | RI (URP)       | 14 954       | 33,29        | 18 095      | 38,94       |  |
|                | André Gélis          | PCF            | 5 858        | 13,04        | Retrait     | Retrait     |  |
|                | André Chabaud        | MR             | 3 441        | 7,66         |             |             |  |
|                | Louis Titos          | PSU            | 901          | 2,01         |             |             |  |
|                | Giannina Cumerlato   | LO             | 660          | 1,47         |             |             |  |
|                |                      |                |              |              |             |             |  |
| Inscrits       | Inscrits             | Inscrits       | 58 062       | 100,00       | 58 023      | 100,00      |  |
| Abstentions    | Abstentions          | Abstentions    | 12 258       | 21,11        | 10 622      | 18,31       |  |
| Votants        | Votants              | Votants        | 45 804       | 78,89        | 47 401      | 81,69       |  |
| Blancs et nuls | Blancs et nuls       | Blancs et nuls | 877          | 1,91         | 936         | 1,97        |  |
| Exprimés       | Exprimés             | Exprimés       | 44 927       | 98,09        | 46 465      | 98,03       |  |